# دوربین گاما

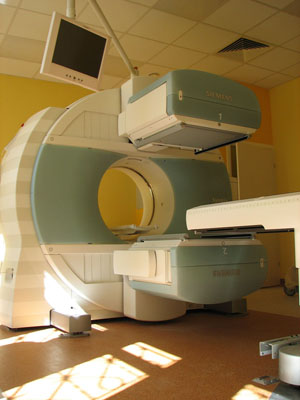
نمایی از دوربین‌های گاما.

دوربین انگر یا دوربین گاما نوعی دوربین ویژه است که در پزشکی هسته‌ای مصرف فراوان دارد.
این دوربین که توسط هال انگر در ۱۹۵۷ ابداع گردید، تشعشعات ساطع شده از رادیوایزوتوپ‌های تزریقی را آشکارسازی کرده و تشکیل یک تصویر از توزیع آن‌ها در بدن می‌دهد.

## ساختار
دوربین گاما از یک یا چندین صفحه کریستال سنتیلاتور تشکیل یافته است که با آرایه‌ای از تکثیرکننده نور (PMT) از طریق فیبرهای نوری کوپل گشته‌اند. فوتون‌های آزاد شده از بافت ابتدا از موازی ساز (collimator) عبور می نماد. این موازی ساز امواج گاما، از یک صفحه ضخیم از جنس سرب به ضخامت حدود ۱ الی ۳ اینچ تشیل شده است که صدها سوراخ بر روی خود دارد.
میزان عبور دهی فوتن‌های گاما از این موازی ساز، وابسته به زاویه فوتون‌های رسیده به هر سوراخ از موازی ساز می‌باشد. فوتون‌ها پس از عبور از موازی ساز وارد کریستال‌های مخصوص می‌گردند که به دلیل اثر کامپتون موجب ایجاد فلش‌های نوری در کریستال می‌گردد. فوتون‌های آزاد شده از طریق فیبرهای نوری به تکثیرکننده نوری (Photomultiplier)، می‌رسند. در تکثیرکننده‌های نور، فوتون‌ها در ورودی، بر اساس اثر فوتوالکتریک، الکترون آزاد می‌نمایند. الکترون های آزاد شده در یک میدان الکتریکی شتاب گرفته و انرژی آن‌ها افزایش می‌یابد. الکترون‌ها در اثر برخورد با فوتو کاتد که به کمک آن‌ها میدان الکتریکی ایجاد گشته است، تعدا بیشتری الکترون آزاد می‌نمایند و این روند چندین بار تکرار می‌گردد تا سطح انرژی الکترون‌ها به حد مطلوبی برسد. در نهایت پتانسیل‌های اندازه گیری شده، توسط تقویت کننده‌های با نویز کم، تقویت شده و ثبت می‌گردد.

مکان یابی فعالیت‌های هسته‌ای ثبت شده توسط دوربین‌های گاما، با وزن دهی، بر اساس سیگنال‌های خروجی ضرب کننده‌های نوری و میانگین گیری، صورت می‌پذیرد. امکان تخمین عمق هر فعالیت هسته‌ای نیز با بررسی گستردگی و الگوی سیگنال‌های خروجی تکثیرکننده‌های نور، قابل تخمین می‌باشد.

بهترین دوربین‌های گاما قابلیت تفکیک ۱٫۸ سانتی متری رخدادهای هسته‌ای، در فاصلهٔ ۵ سانتی متری از سر دوربین گاما را دارا می‌باشند. با افزایش فاصله دوربین از بافت، میزان تفکیک پذیری کاهش می‌یابد.

## نگارخانه

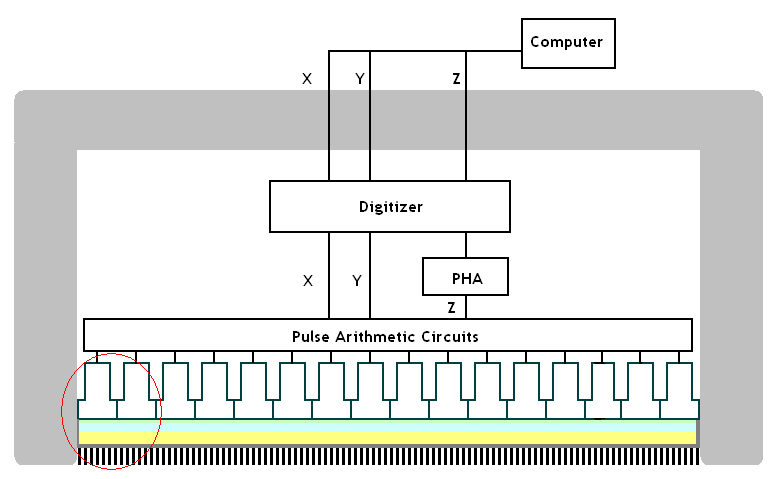
ساختار دوربین گاما.
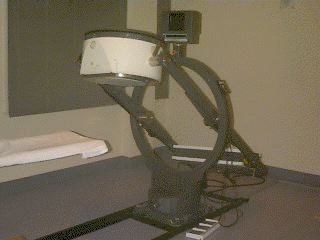
دوربین گاما.
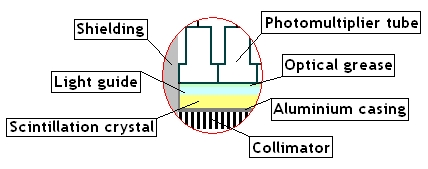
جزئیات ساختار دوربین گاما.